# 畠田瞳
畠田 瞳（はたけだ ひとみ、2000年9月1日 - ）は、日本の元体操競技選手。セントラルスポーツ所属。

## 略歴
実父はバルセロナオリンピック団体総合の銅メダリストである畠田好章、実母も元ユニバーシアード代表の体操選手というDNAを持ち、妹の畠田千愛も現役の体操選手である。広島県生まれで東京都町田市育ち。小学3年次から体操競技を始め、実母がコーチを務めた。実父が鉄棒が得意種目であったが、瞳も段違い平行棒が得意種目である。
2018年5月のNHK杯体操選手権兼世界選手権代表選考会において個人総合で3位となり、カタールのドーハで開催される世界選手権の日本代表候補となった。
2019年、イタリア・ナポリで行われたユニバーシアードでは個人、団体総合を含む4つの金メダルを獲得。同年10月に行われた世界選手権（ドイツ・シュツットガルト）では団体総合で11位（決勝進出は逃す）に入り、東京オリンピックの団体出場権獲得に貢献した。
2019年12月16日に妹の畠田千愛とともにアミューズとマネージメント契約を締結した。
2021年、東京オリンピック代表入りをかけた全日本で2位に入ると、続くNHK杯でも2位に入り、村上茉愛、平岩優奈、杉原愛子とともに自身初となるオリンピック代表に内定した。また、父の畠田好章とともに父娘でのオリンピック代表となった。
2020年東京オリンピック体操女子団体総合には、村上、平岩、杉原とともに出場し予選を8位で通過し、決勝で順位を上げたものの5位となった。オリンピック後の同年10月、北九州市で行われた世界選手権では個人総合予選を４位で通過したが、練習中に首を負傷し、中心性脊髄損傷・頸椎打撲と診断され、決勝を棄権。さらにコロナ禍による大会の延期や中止も重なり、モチベーション維持が困難であることを理由に、2022年4月開催予定の全日本選手権を最後に現役引退することを発表。
2022年4月21日、東京体育館で行われた全日本選手権はゆかのみの出場。演技では着地でつぶれたり、足下がふらつくこともあったが、11.266のスコアで終え、競技生活に幕を下ろした。引退から4日後の同年4月25日に所属先のセントラルスポーツで引退会見を行い、今後は「大学院にも行って、英語を話したいので海外留学はアメリカに行きたい」と、引退後の夢を語ったうえで、「最終的には体操の指導に関わりたい」と指導者への道へ進むことをほのめかした。会見後に妹・千愛から花束が贈られるひと幕も見られた。11月、アミューズとの契約が終了した。
2023年3月に早稲田大学を卒業し、現在はセントラルスポーツでコーチとして活動中。同年の世界選手権では妹・千愛のコーチとして日本代表に帯同した。